# Apeadeiro de Vacariça

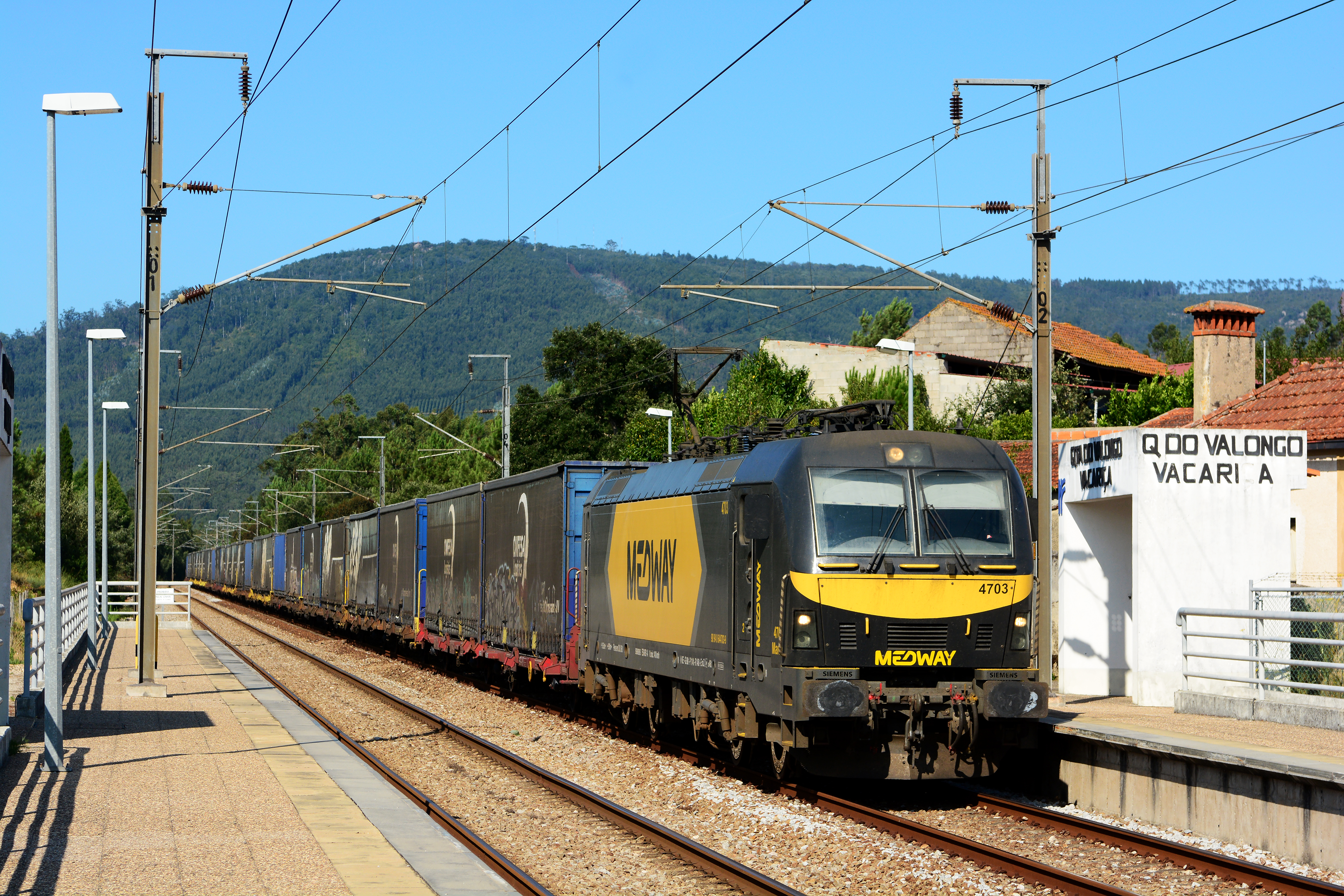
Comboio de mercadorias a passar pelo apeadeiro de Vacariça, em 2019.

O Apeadeiro de Vacariça, originalmente conhecido como Quinta do Valongo - Vacariça, é uma interface da Linha da Beira Alta, situado na localidade de Quinta do Valongo e que serve nominalmente a localidade de Vacariça, no Distrito de Aveiro, em Portugal.

## Descrição
O abrigo de plataforma situa-se do lado noroeste da via (lado esquerdo do sentido ascendente, a Vilar Formoso).

## História
Este apeadeiro situa-se no lanço entre Pampilhosa e Vilar Formoso da Linha da Beira Alta, que foi inaugurado em 1 de Julho de 1883. Vacariça não constava entre as estações e apeadeiros existentes na linha à data de inauguração, porém, tendo este interface sido criado posteriormente.
Em 2010 a designação oficial era ainda Quinta do Valongo - Vacariça.